# Krvavci
Krvavci (Servisch cyrillisch Крвавци) is een plaats in de Servische gemeente Užice. De plaats telt 311 inwoners (2002).